# Laura Tonke
Laura Maori Tonke (Berlim Ocidental, 14 de abril de 1974) é uma atriz alemã.

## Biografia
Laura Tonke é filha do designer de cinema Michael Tonke. Ela cresceu em Berlim Ocidental e estudou teatro lá até 1996. Aos 17 anos, estreou diante das câmeras no longa-metragem de Michael Klier, Ostkreuz. Desde 2007 ela também participa de produções teatrais no Berliner Volksbühne (ou Volksbühne im Prater) e outros teatros. Em 2000, Tonke foi premiada com o Lilli Palmer Memorial Camera como melhor atriz revelação. Ela foi indicada ao Prêmio de Cinema Alemão em 2003 por seu papel como Gudrun Ensslin no longa-metragem de Christopher Roth, Baader.
Na tragicomédia Hedi Schneider steckt fest de Sonja Heiss, que estreou no 65º Festival Internacional de Cinema de Berlim, ela interpretou a personagem-título, que é atormentada por repentinos ataques de ansiedade. Tonke recebeu boas críticas por isso; Der Spiegel, por exemplo , escreveu: “Ela desempenha o papel de Hedi Schneider […] de forma tão convincente e precisa, como se tivesse sido escrito especificamente para ela.” No Prêmio de Cinema Alemão de 2016, ela venceu nas categorias "Melhor Papel Principal Feminino" (por Hedi Schneider) e "Melhor Papel Coadjuvante Feminino" no filme Mangelexemplar (de 2016).  

## Filmografia parcial
| Ano  | Título                                         | Papel             | Nota(s)              |
| ---- | ---------------------------------------------- | ----------------- | -------------------- |
| 1991 | Ostkreuz                                       |                   |                      |
| 1994 | Mach die Musik leiser                          | Anne              | Filme para televisão |
| 1997 | Winter Sleepers                                | Jill              |                      |
| 1998 | Just Married                                   | Frangipani        |                      |
| 1999 | Angel Express                                  |                   |                      |
| 2001 | Herz                                           | Gisela Kenter     |                      |
| 2002 | Baader                                         |                   |                      |
| 2004 | Farland                                        | Karla             |                      |
| 2005 | I Am Guilty                                    | Christiane Steeb  |                      |
| 2007 | Tarragona – Ein Paradies in Flammen            | Katharina Wolters | Filme para televisão |
| 2010 | Eine flexible Frau                             | Ann               |                      |
| 2015 | Hedi Schneider Is Stuck                        |                   |                      |
| 2015 | The People vs. Fritz Bauer                     |                   |                      |
| 2016 | Too Hard to Handle                             |                   |                      |
| 2017 | Axolotl Overkill                               |                   |                      |
| 2023 | Wann wird es endlich wieder so, wie es nie war | Iris Meyerhoff    |                      |